# Sysciophthalmus
Sysciophthalmus är ett släkte av skalbaggar. Sysciophthalmus ingår i familjen vivlar.
Kladogram enligt Catalogue of Life:
| Sysciophthalmus | \| \| Sysciophthalmus bruchi \| \| \| \| \| \| Sysciophthalmus crawshayi \| \| \| \| \| \| Sysciophthalmus crawsheyi \| \| \| \| |
|                 | \| \| Sysciophthalmus bruchi \| \| \| \| \| \| Sysciophthalmus crawshayi \| \| \| \| \| \| Sysciophthalmus crawsheyi \| \| \| \| |
|                 | Sysciophthalmus bruchi |
|                 | |
|                 | Sysciophthalmus crawshayi |
|                 | |
|                 | Sysciophthalmus crawsheyi |
|                 | |